# Стоянка (транспорт)
Стоя́нка — припинення руху транспортного засобу на час, більший ніж 5 хвилин, з причин, не пов'язаних з посадкою (висадкою) пасажирів, завантаженням (розвантаженням) вантажу.